# Doha Stadium
El Doha Stadium (en hebreo: אצטדיון דוחא‎; en árabe: ستاد دوحة‎) es el estadio del equipo de fútbol israelí Bnei Sakhnin F.C.
Ubicado en la ciudad árabe-israelí de Sajnin, en la Galilea, fue construido con fondos públicos en gran parte aportados por el Comité Olímpico de Catar (6 millones de dólares) y por el Estado de Israel (4 millones de dólares), y fue bautizado con el nombre de la capital catarí, Doha. Además, Catar donó dinero para construir una ciudad deportiva con campos de entrenamiento y otras instalaciones. Los cataríes tomaron la decisión de construir este estadio en Israel tras una reunión entre el parlamentario israelí de origen palestino Ahmad Tibi y el Secretario General del Comité Olímpico de Catar, el jeque Saud Abdulrahman Al Thani, después de que Tibi expresase su preocupación por las condiciones para practicar deporte en Sajnin. La implicación de Catar tuvo lugar para demostrar que las relaciones entre las dos naciones son pacíficas y comparten un mismo interés.
En julio de 2009, la grada norte quedó inaugurada con 3.500 asientos adicionales. Hay planes para expandir la capacidad del estadio hasta los 15.000 espectadores.